# غيدمة
غيدمة (بكسر الغين)، هي إحدى قرى معتمدية الفوار من ولاية قبلي بالجنوب التونسي. وتقع غربي مدينة دوز بحوالي 20 كلم.
1. ↑  "المناطق الترابية (العمادات) حسب الولايات والمعتمديات". اطلع عليه بتاريخ 2024-11-30.